# I. Henrik kasztíliai király
I. (Ifjú) Henrik (Valladolid, 1204. április 14. – Palencia, 1217. június 6.) a Burgundiai-házból származó kasztíliai király (1214 – 1217) VIII. (Nemes) Alfonz (1155 – 1214) kasztíliai király fia és utóda, akinek a bátyjai korán meghaltak, így került ő a trónra. Édesanyja a Plantagenêt-házból származó Eleonóra (1162 – 1214) volt, II. Henrik angol királynak (1133 – 1189) és Aquitániai Eleonórának (1122 – 1204) a lánya, I. (Oroszlánszívű) Richárd (1157 – 1199) királynak a húga, I. (Földnélküli) János (1167 – 1216) király nővére.

## Élete
A kiskorú uralkodó először nővére, Berengária (1180 – 1246) gyámsága alatt állt. Ebben az időszakban a kasztíliai nemesség két, meghatározó csoportosulását a de Lara és a de Castro családok jelentették. 1215-ben a de Lara család feje, Alváro Nuñez de Lara (? – 1219) gróf lemondásra kényszerítette Berengáriát. A nemesség túlnyomó része azonban hamarosan felkelt a gróf uralma ellen és Kasztíliában polgárháború tört ki. A belső háborúskodásnak 1217-ben az vetett véget, hogy az ifjú király tragikus balesetben meghalt, egy lezuhanó tetőcserép agyonütötte. Kasztília királynője Berengária lett, ő azonban még ebben az évben (1217) lemondott a szintén a Burgundiai-házból származó IX. Alfonz (1171 – 1230) leóni királytól (volt férjétől, mivel házasságukat érvénytelenítették) született fia, Ferdinánd (1201? – 1252) javára. Ő III. (Szent) Ferdinánd kasztíliai király, aki apja halálakor – szintén III. Ferdinánd néven – leóni király is lett. A kasztíliai polgárháború így végül a de Lara család vereségével ért véget.